# ルカ・ディ・モンテゼーモロ
ルカ・コルデーロ・ランツァ・マルケーゼ・ディ・モンテゼーモロ（Luca Cordero Lanza marchese di Montezemolo、1947年8月31日 - ）は、イタリアの実業家。イタリアの航空会社、アリタリア航空の元会長で自動車メーカーフェラーリの元会長。
「Montezemolo」は日本のマスメディアでは「モンテゼモロ」、「モンテゼモーロ」、「モンテーゼモロ」、「モンテツェモロ」などとも表記されるが、本来のイタリア語発音に準じ日本語表記した場合は「モンテゼーモロ」が一番近い。フェラーリ社内では「LDM」や弁護士を意味する「アッヴォカート（Avvocato）」と呼ばれる。

## 経歴

### 生い立ち
ボローニャ近郊でピエモンテ州貴族であるサヴォイア家と血縁関係のあるマッシモ・コルデーロ・デイ・マルケージ・ディ・モンテゼーモロと、外科医として有名なヴィンチェンツォ・ネーリの姪であるクロティルデ・ネーリの息子として生まれる。
叔父の、ジョルジョ・コルデーロ・デイ・マルケージ・ディ・モンテゼーモロは、第二次世界大戦にてイタリア海軍に所属し指揮官を務めた。祖父のマリオ、曽祖父のカルロは、どちらもイタリア軍において将官を務めた。
いとこの、アンドレア・コルデーロ・ランツァ・ディ・モンテゼーモロは、カトリックの枢機卿である。また、いとこの、ジュゼッペ・コルデーロ・ディ・モンテゼーモロは、1944年に、当時北イタリアを占領下においていたドイツのナチス親衛隊SSによってアルディアティーネ洞窟で行われた一般市民335人への虐殺であるアルディアティーネ虐殺により亡くなっている。
母親はルカが産まれた当時は未婚であり、私生児である。そのことや、顔つき、雰囲気が似ていると言われることもあり、その後フィアットで上司となるジャンニ・アニェッリ会長の「息子」との噂が立つこととなる。ローマ・ラ・サピエンツァ大学在学中にラリードライバーとして頭角を現すものの、家族の反対もありプロドライバーにはならずに終わった。

### フェラーリへ
ローマ大学卒業後に弁護士を目指しアメリカのコロンビア大学に留学した後、1973年にエンツォ・フェラーリの招きで当時成績不振に陥っていたF1のスクーデリア・フェラーリのマネージャーとして加わる。その後チーム内の再編を行い、1975年にニキ・ラウダがドライバーズチャンピオンを獲得するなどチームを立て直す。1977年まで同職を務めた後、フェラーリの親会社であるフィアットの役員に就任する。

### FIFAワールドカップ・イタリア大会
その後、ジャンニ・アニェッリ率いるフィアット社の役員職と、フィアット傘下の出版社やベルモット酒「チンザノ」の社長を兼務した。1990年に行われた1990 FIFAワールドカップの大会事務局長に就任し、大会を成功させる。

### 再度フェラーリへ

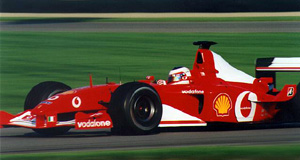
2003年にコンストラクターズ・チャンピオンになったF2003-GA

1991年にはエンツォ・フェラーリ亡き後のフェラーリに社長兼マネージングディレクターとして再度入社。F1チームの慢性的な成績不振を抱えていた上に、市販車部門においても技術開発や生産効率、品質に懸念を抱えていたフェラーリの建て直しに着手した。
スクーデリア・フェラーリに、ジャン・トッドをチーム監督に招聘したのを始め、ホンダF1の後藤治をエンジニアとして招聘するなど、必要な人材を確保。その結果、スクーデリア・フェラーリは1999年から2004年まで6年連続してコンストラクターズ・タイトル・チャンピオンに、ミハエル・シューマッハが2000年から2004年の5年連続でドライバーズ・チャンピオンを獲得した。
また、フェラーリの市販車の技術や品質も大きく改善させ、またその品質と扱い易さで高い評価を得た「F355」や「456」、「575マラネッロ」などを開発し、市場投入させた。これらのモデルにはセミオートマチックやオートエアコン、実用性の高い荷室など、これまでのフェラーリが持ちえなかった機能が用意されただけでなく、その製品品質や性能もそれまでのモデルに比べ大きく向上していた。
さらに、同じくフィアット傘下で高級スポーツカーメーカーとして有名なマセラティをフェラーリ傘下に収め、フェラーリとともに品質と性能の改善を行い、世界的な売り上げを急増させた。

### フィアット会長へ

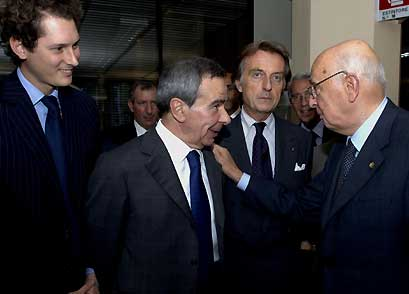
ジョン・エルカン（左端）やジュリオ・アンセルミ、ジョルジョ・ナポリターノ大統領とともに（2009年）

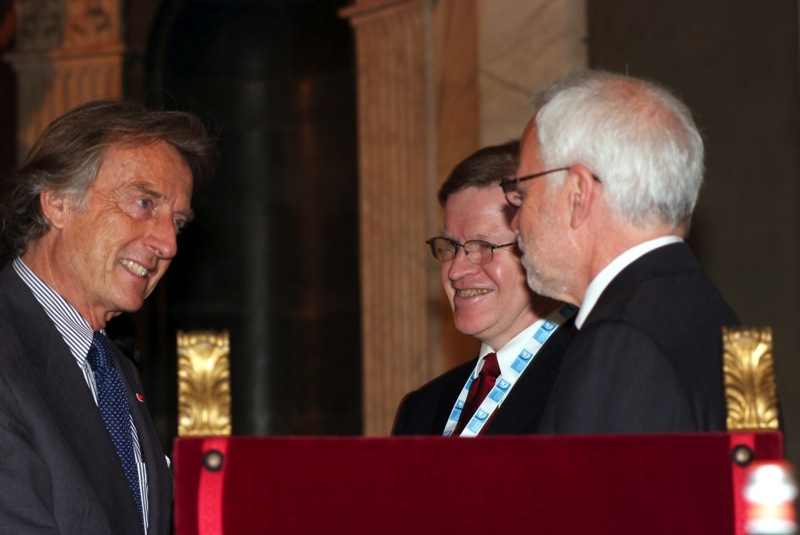
欧州大学院にて（2012年）

2004年6月1日には、フィアット会長のウンベルト･アニエッリ（ジャンニ・アニェッリの弟）の死去に伴いフィアット会長に就任したものの、当時フィアットは慢性的な赤字を抱え経営難に陥っている上に、アメリカのゼネラルモーターズ社との資本提携に失敗するなど危機的な状況にあったため、再度経営建て直しの手腕を試されることになった。なお、会長就任直前には、イタリア産業総連盟の会長に就任した。
その後同社は2005年11月には単月黒字を計上したほか、2005年7月に発売が開始された同社の主力小型車であるグランデプントが、2006年1月のヨーロッパ市場における販売台数1位になる他、その後も単月黒字を連続して達成。2006年第三四半期の販売台数も、ルノーやプジョーなどのライバルが前年比割れになる中前年比増になるなど、長年の低迷から完全復活させたため、その経営手腕が高い評価を受けている。
また、フィアット傘下のフェラーリ、マセラティ、アルファロメオの3社において、フェラーリは2ドア（一部3ドア）でMRもしくはFR（一部FRベースの4WD）のスーパーカー、スポーツカー、GTを、マセラティは2ドアと4ドアのFR（同4WD）スポーツカーとGTを、アルファロメオはFFを中心に生産することとして、ボディ形状や駆動方式による明確な棲み分けを行い、いずれも販売台数を急増させた。
2009年1月には、フィアットがサーベラス・キャピタル・マネジメント傘下で経営再建を目指しているクライスラーに資本参加し、35%の株式を取得する資本提携合意を発表した。フィアットは、クライスラーが北アメリカ市場で燃費性能の高いコンパクトカーを生産するための技術などを提供すると同時に、北アメリカ市場以外におけるクライスラー車の販売でも協力することを表明するなど、フィアットの拡張路線をけん引する存在となっている。
2010年4月20日に、フィアットの会長を退任し、会長の座をジャンニ・アニェッリの孫のジョン・エルカーン副会長に譲ると発表された。なおフィアット会長退任後も同社取締役とフェラーリ部門会長の座に留まる。また、不祥事が続いているシルヴィオ・ベルルスコーニ首相の後を狙って政界進出するという噂も囁かれていたが、その後フェラーリとの契約の3年延長が発表された。

### 会長退任

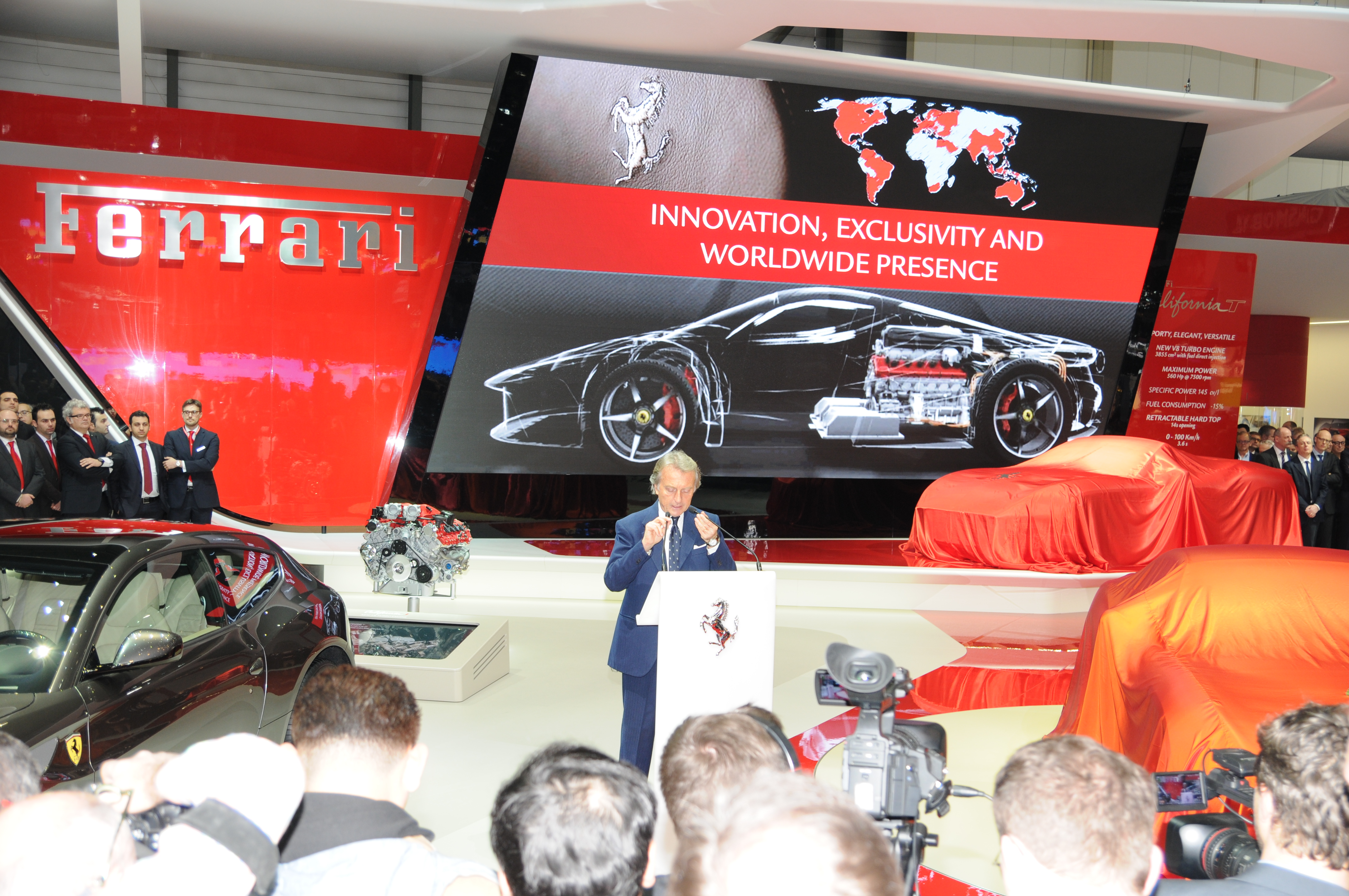
ジュネーブモーターショーでのモンテゼーモロ（2014年3月）

2014年にはフェラーリとの再度の契約更新が行われたが、同時期にイタリアやヨーロッパのマスコミでは、F1における成績不振やフェラーリの経営方針、上場に対する意見の相違、またフェラーリ会長を務めながら、社業とは直接関係のない複数の企業に投資し経営陣に名を連ねていることなどについて、アメリカでのフィアットクライスラーグループおよびフェラーリの上場を目指すフィアットクライスラーグループ会長のセルジオ・マルキオンネや、エンツォの息子でフェラーリの副会長のピエロ・フェラーリとの確執が伝えられた。
2014年9月5日から開催されたイタリアグランプリのパドックでは一旦は会長退任を否定したものの、その直後の9月10日に記者会見を開くとともにプレスリリースを出し、10月13日をもって会長職をマルキオンネに譲り辞任すると発表した。

### アリタリア航空会長
2014年12月より、アブダビのエティハド航空の支援を受けて経営再建中のイタリアのフラッグ・キャリア、アリタリア-イタリア航空の会長に就任した。しかし、競争が激しいだけでなく労働組合の強い同社の経営状況は悪化を極めており、モンテゼーモロをしても経営再建は果たせず、結局2017年3月に経営不振の責任を取る形で会長を辞任した。なおその直後の同年5月に同社は再び倒産している。
なおこの間の2015年2月には「2024年ローマオリンピック招致委員会」のトップに任されたものの、その後ローマ市長が同市の財政状況の悪化を理由に招致競争からの離脱を表明した。

## 関連している企業

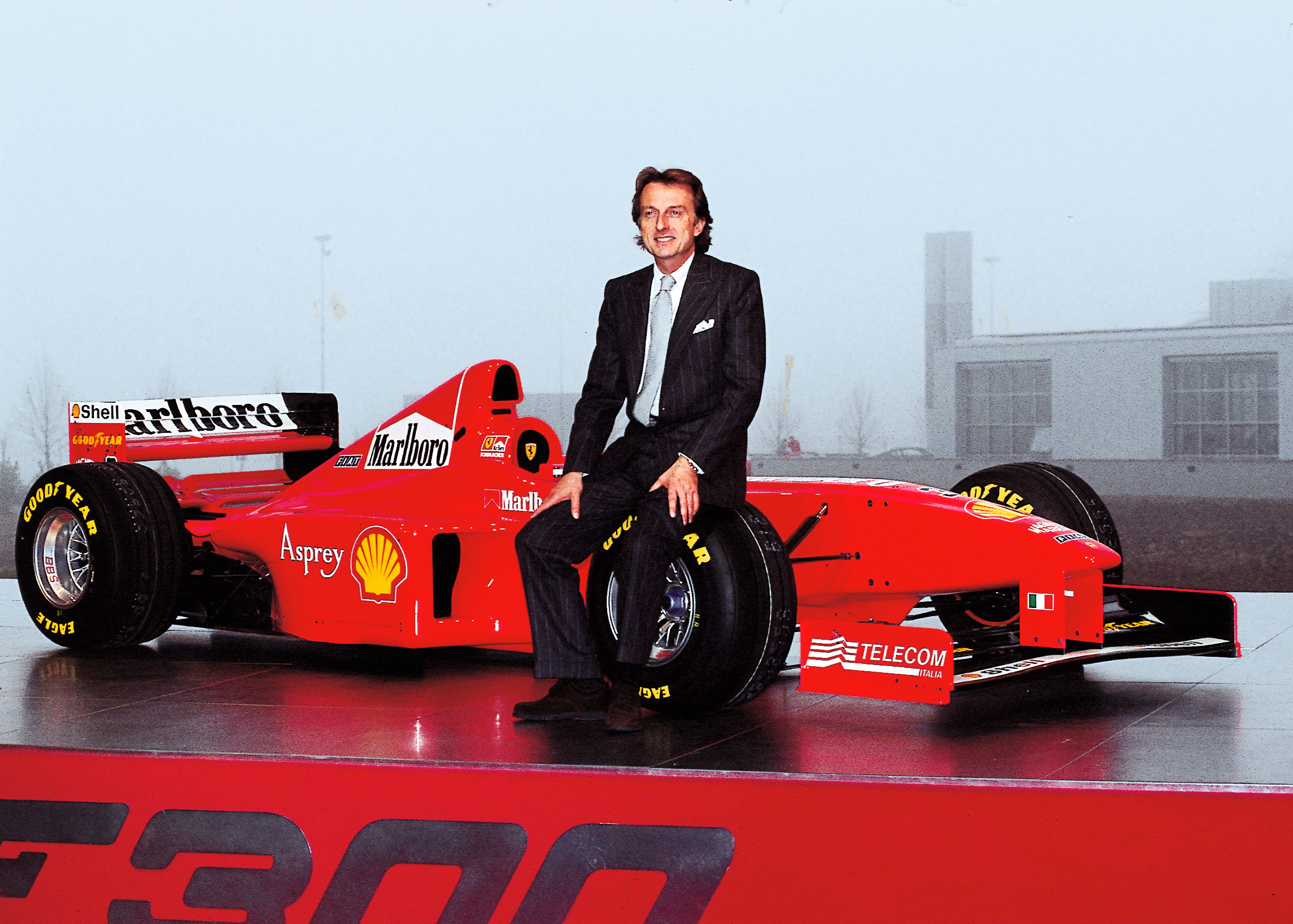

上記のように、フェラーリ会長時代からトッズやアクア・ディ・パルマ、ポルトローナ・フラウやヌオーヴォ・トラスポルト・ヴィアッジャトーリをはじめとする、高級ブランドを中心とした多くのイタリア企業に投資するとともに、それらの企業の共同経営者や社外役員となっている。

## セレブリティ
ジャンニ・アニェッリ元会長同様、そのカリスマ性と社交的な性格からイタリアを代表するセレブリティとしてヨーロッパ中で人気が高く、ゴシップ誌の常連となっている他、アニェッリ会長の後を継いでイタリアの雑誌が主催する｢抱かれたい男」の上位に毎年選出されている。

## 結婚歴
これまでに2回の離婚歴があるほか、1990年代中盤にはイタリア人女優のエドウィジュ・フェネシュ（「フェネック」とも呼ばれることがある）と婚約したがその後破棄し、2000年に3人目の妻と結婚した。なお、フェネシュの息子のエドウィン・フェネックは、元フェラーリ・ジャパンの代表兼CEOで、モンテゼーモロの退任後の現在もフェラーリの北アメリカ部門の代表兼CEOを務める。

## 主な受賞歴
- 1997年：ロレンツォ・バンディーニ・トロフィー
- 2015年：国際モータースポーツ殿堂